# Laure-Auguste de Fitz-James
Laure-Auguste de Fitz-James, princesa de Chimay (7 de diciembre de 1744-26 de septiembre de 1814), fue una cortesana francesa. Sirvió como dama de compañía de la reina María Antonieta desde 1770 hasta 1791.

## Biografía
Nacida en París, fue hija de Charles de Fitz-James y Louise Victoire Sophie Goyons Matignon. Contrajo matrimonio en 1762 con Philippe Gabriel Maurice d'Alsace Henin-Liétard, XV príncipe de Chimay. El matrimonio no tuvo descendencia.
Al igual que su madre, Laure-Auguste sirvió como dama del palacio de la reina María Leszczynska desde 1767 hasta 1768, siendo posteriormente asignada como una de las damas de compañía de María Antonieta tras su llegada a Francia en 1770. Sirvió como dama del palacio desde 1770 hasta 1775, año en que ocupó por un breve periodo de tiempo el puesto de dame d'atour, y como dama de honor del 23 de septiembre de 1775 en adelante, reemplazando a Anne d'Arpajon, quien no era del agrado de la reina, lo cual le otorgó el mayor rango entre las damas de la corte, si bien el mismo se vio degradado a un segundo puesto cuando María Antonieta instauró de nuevo ese mismo año el cargo de superintendente del palacio de la reina, el cual otorgó a la princesa de Lamballe. Debido a esto, María Antonieta se vio obligada a compensar a la princesa de Chimay con la promoción de uno de sus parientes con el fin de evitar que abandonase la corte. Laure-Auguste fue descrita como una persona dedicada y de confianza que mantenía buenas relaciones con la reina, con quien compartía interés por la ópera.
Cuando Victoria de Rohan fue sustituida como gobernanta de los Infantes de Francia en 1782, de Chimay y Louise-Charlotte de Duras fueron consideradas como las dos candidatas más apropiadas para el puesto, si bien María Antonieta rechazó a Laure-Auguste debido a su severa religiosidad y a Louise-Charlotte por considerarse académicamente inferior a ella, eligiendo en su lugar a Yolande de Polastron.
Tras el estallido de la Revolución francesa, la princesa de Chimay, al igual que otros miembros de la corte, acompañó a la familia real a París después de la marcha sobre Versalles en octubre de 1789. Considerada extremadamente impopular, abandonó Francia a principios de 1791, al igual que otros miembros de la nobleza tras la partida de Mesdames de Francia, siendo su puesto otorgado a Geneviève d'Ossun.
Vivió los siguientes años en Alemania y los Países Bajos Austríacos. Regresó eventualmente a Francia, donde murió en 1814.